# Список глав Сьерра-Леоне

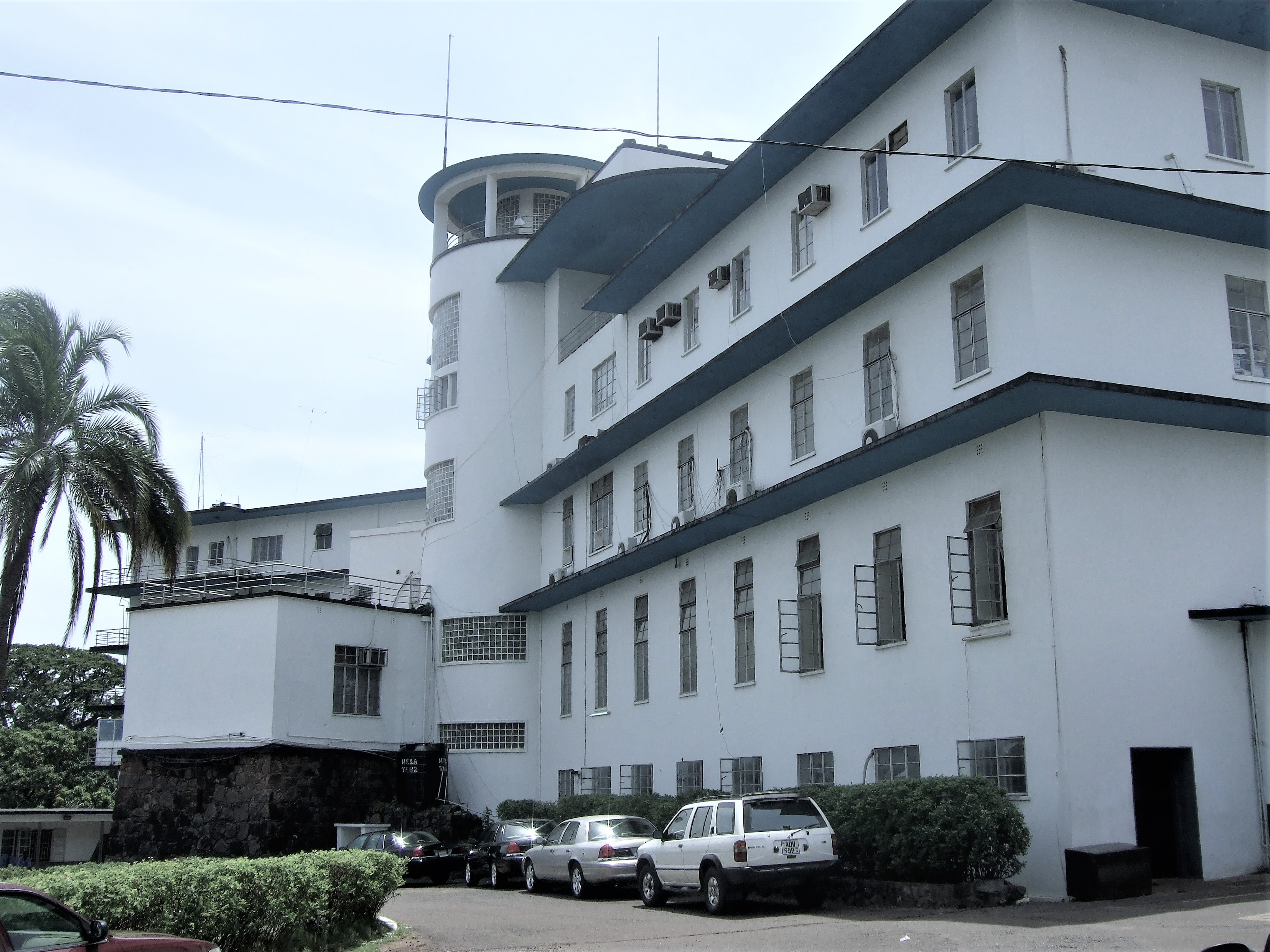
Государственный дом, резиденция Президента Сьерра-Леоне во Фритауне

Список глав Сьерра-Леоне включает лиц, являвшихся главой государства Сьерра-Леоне после обретения ею независимости в 1961 году, включая правившую королеву и представлявших её генерал-губернаторов или других лиц, замещавших генерал-губернаторский пост (в монархический период), избранных президентов после провозглашения в 1971 году республики, а также руководителей военных администраций.
В настоящее время главой государства и правительства и главнокомандующим Вооружёнными силами страны является избираемый прямым голосованием на пятилетний срок (с правом однократного переизбрания) Президент Республики Сьерра-Леоне (англ. President of the Republic of Sierra Leone), неофициально — Президент Сьерра-Леоне (англ. President of Sierra Leone). Действующая Конституция была одобрена на состоявшемся в августе 1991 года референдуме, в которой посту президента посвящена часть 1 главы V.
Применённая в первых столбцах таблиц нумерация является условной. Также условным является использование в первых столбцах цветовой заливки, служащей для упрощения восприятия принадлежности лиц к различным политическим силам без необходимости обращения к столбцу, отражающему партийную принадлежность. В столбце «Выборы» отражены состоявшиеся выборные процедуры либо иные основания получения главой государства полномочий. Для удобства список разделён на принятые в историографии периоды истории страны. Приведённые в преамбулах к каждому из разделов описания этих периодов призваны пояснить особенности политической жизни страны.

## Период монархии (1961—1971)
27 апреля 1961 года британские одноимённые колония и протекторат Сьерра-Леоне (англ. Sierra Leone Colony and Protectorate, — колонией с 1808 года являлась полуостровная территория около Фритауна площадью 557 км2, протекторатом с 1896 года — внутренние районы площадью 71,2 тыс. км2), — были провозглашены доминионом Сьерра-Леоне (англ. The Sierra Leone).
Правящим монархом нового государства стала Елизавета II, которую представляли назначаемые ею генерал-губернаторы и главнокомандующие Сьерра-Леоне (англ. Governor-General and Commander-in-Chief of Sierra Leone), осуществлявшие большую часть полномочий монарха, служа его воле. Назначение генерал-губернатора происходило по рекомендации кабинета министров Сьерра-Леоне без участия британского правительства. Правовое положение монарха и генерал-губернатора было определено нормами, включёнными в закон о независимости и в Конституцию, которые были основаны на Вестминстерском статуте 1931 года.
17 марта 1967 года возглавляемая премьер-министром Альбертом Маргаи Народная партия Сьерра-Леоне проиграла выборы в парламент Всенародному конгрессу во главе со Сиакой Стивенсом, которого спустя четыре дня генерал-губернатор Генри Джосия Лайтфут-Бостон привёл к присяге в качестве нового главы правительства. В тот же день командующий штаба обороны бригадир Дэвид Лансана отдал приказ об аресте Стивенса и Бостона и объявил военное положение. Однако утром 23 марта группа старших офицеров, несогласных с его действиями по сохранению полномочий Маргаи, освободила от командования и арестовала Лансану, объявив о создании Национального совета реформирования, приостановила действие конституции и передала полномочия генерал-губернатора возглавившему Национальный совет реформирования полковнику Эндрю Джаксон-Смиту, который смог прилететь из Лондона 28 марта. Созданное недовольными проводимой политикой уоррент-офицерами и сержантами Антикоррупционное революционное движение (англ. Anti-Corruption Revolutionary Movement) 18 апреля 1968 года осуществило «сержантский переворот», в ходе которого были арестованы все высокопоставленные офицеры армии и полиции. На следующий день председатель движения Патрик Конте возглавил правительство, передав верховную власть созданному Национальному переходному совету (англ. National Interim Council) во главе бригадиром Джоном Бангурой, ранее присоединившимся к находившимся в Гвинее противникам военного режима, что обеспечило скорый переход к гражданскому правлению: 22 апреля последовало заявление о восстановлении действия конституции, по ней исполняющим обязанности генерал-губернатора стал председатель Верховного суда Банджа Теджан-Си, который 26 апреля привёл к повторной присяге премьер-министра Сиаку Стивенса.
В апреле 1971 года был осуществлён переход к установлению президентской республики: 31 марта Теджан-Си подал в отставку после принятия законопроекта о замене правящего монарха как церемониального главы государства председателем Верховного суда, который до вступления 19 апреля республиканских изменений в силу принял исполнение полномочий генерал-губернатора. 
Елизавета II совершила единственный визит в Сьерра-Леоне с 25 ноября по 1 декабря 1961 года, прибыв на королевской яхте Britannia в сопровождении супруга Филиппа, герцога Эдинбургского, во время которого был использован персональный штандарт королевы страны.
| Портрет | Имя (годы жизни)                                                                                           | Полномочия     | Полномочия     | Династия                           | Титул | Пр.          |
| Портрет | Имя (годы жизни)                                                                                           | Начало         | Окончание      | Династия                           | Титул | Пр.          |
| ------- | --- | -------------- | -------------- | ---------------------------------- | --- | ------------ |
|         | Елизавета II (1926—2022) англ. Elizabeth II урожд. Элизабет Александра Мэри англ. Elizabeth Alexandra Mary | 27 апреля 1961 | 19 апреля 1971 | Дом Виндзор англ. House of Windsor | Её Величество Елизавета Вторая, королева Сьерра-Леоне и других её королевств и территорий, Глава Содружества англ. Her Majesty Elizabeth the Second, Queen of Sierra Leone and of Her Other Realms and Territories, Head of the Commonwealth | [ 6 ] [ 20 ] |

### Список генерал-губернаторов и других лиц, замещавших этот пост
|        | Портрет         | Имя (годы жизни)                                                                                 | Полномочия     | Полномочия | Партия      | Должность | Пр.           |
| Начало | Портрет         | Имя (годы жизни)                                                                                 | Окончание      | | Партия      | Должность | Пр.           |
| ------ | --------------- | ------------------------------------------------------------------------------------------------ | -------------- | --- | ----------- | --- | ------------- |
| 1      |                 | Сэр Морис Генри Дорман (1912—1993) англ. Maurice Henry Dorman                                    | 27 апреля 1961 | 5 мая 1962 | независимый | генерал-губернатор и главнокомандующий Сьерра-Леоне англ. Governor-General and Commander-in-Chief of Sierra Leone                                  | [ 21 ] [ 22 ] |
| и. о.  |                 | Сэр Генри Джосия Лайтфут-Бостон (1898—1969) англ. Henry Josiah Lightfoot-Boston                  | 5 мая 1962     | 11 июля 1962 | независимый | исполняющий обязанности генерал-губернатора и главнокомандующего Сьерра-Леоне англ. Acting Governor-General and Commander-in-Chief of Sierra Leone | [ 23 ] [ 24 ] |
| 2      | 11 июля 1962    | Сэр Генри Джосия Лайтфут-Бостон (1898—1969) англ. Henry Josiah Lightfoot-Boston                  | 23 марта 1967  | генерал-губернатор и главнокомандующий Сьерра-Леоне англ. Governor-General and Commander-in-Chief of Sierra Leone | независимый | | [ 23 ] [ 24 ] |
| и. о.  |                 | комиссар полиции Лесли Уильям Лай (1921—1980) англ. Leslie William Leigh                         | 23 марта 1967  | 28 марта 1967 | армия       | заместитель председателя Национального совета реформирования англ. Deputy Chairman of the National Reformation Council                             | [ 9 ]         |
| 3      |                 | полковник, позже бригадир Эндрю Теренс Джаксон-Смит (1931—1996) англ. Andrew Terence Juxon-Smith | 28 марта 1967  | 18 апреля 1968 | армия       | председатель Национального совета реформирования англ. Chairman of the National Reformation Council                                                | [ 25 ] [ 26 ] |
| 4      |                 | уоррент-офицер 1 класса Патрик Сайду Конте (?—?) англ. Patrick Saidu Conteh                      | 18 апреля 1968 | 19 апреля 1968 | армия       | председатель Антикоррупционного революционного движения англ. Chairman of the Anti-Corruption Revolutionary Movement                               | [ 27 ]        |
| 5      |                 | бригадир Джон Амаду Бангура (1930—1970) англ. John Amadu Bangura                                 | 19 апреля 1968 | 22 апреля 1968 | армия       | председатель Национального временного совета англ. Chairman of the National Interim Council                                                        | [ 28 ]        |
| и. о.  |                 | Сэр Банджа Теджан-Си (1917—2000) англ. Banja Tejan-Sie                                           | 22 апреля 1968 | 21 октября 1970                                                                                                   | независимый | исполняющий обязанности генерал-губернатора и главнокомандующего Сьерра-Леоне англ. Acting Governor-General and Commander-in-Chief of Sierra Leone | [ 29 ] [ 30 ] |
| 6      | 21 октября 1970 | Сэр Банджа Теджан-Си (1917—2000) англ. Banja Tejan-Sie                                           | 31 марта 1971  | генерал-губернатор и главнокомандующий Сьерра-Леоне англ. Governor-General and Commander-in-Chief of Sierra Leone | независимый | | [ 29 ] [ 30 ] |
| и. о.  |                 | Кристофер Окоро Элнатан Юстас Коул (1921—1990) англ. Christopher Okoro Elnathan Eustace Cole     | 31 марта 1971  | 19 апреля 1971 | независимый | исполняющий обязанности генерал-губернатора и главнокомандующего Сьерра-Леоне англ. Acting Governor-General and Commander-in-Chief of Sierra Leone | [ 31 ]        |

## Первая республика (1971—1992)

Президентский штандарт

Принятый в марте 1971 года парламентом страны закон о внесении изменений в конституцию 1961 года предусматривал замену правящего монарха как церемониального главы государства председателем Верховного суда, которому надлежало занять пост президента. После провозглашения 19 апреля 1971 года республики и приведения к президентской присяге судьи Кристофера Окоро Коула, на тот момент исполняющего обязанности генерал-губернатора, в течение двух дней парламент утвердил дальнейшие конституционные изменения, преобразовав церемониальное президентство в исполнительное. Президентские полномочия Коула были прекращены, он вернулся к руководству Верховным судом и в качестве его председателя привёл к присяге избранного парламентом на 4-летний срок президентом Сиаку Стивенса (занимавшего пост премьер-министра). В 1976 году Стивенс был единогласно переизбран (парламентом, сформированным в 1973 году без участия бойкотировавшей выборы оппозиции), в 1978 году получил новые семилетние полномочия на конституционном референдуме, одобрившем установление в стране однопартийной системы со Всенародным конгрессом во главе.
Кандидатура его преемника Джозефа Сайду Момо была одобрена в 1985 году путём проведения безальтернативного голосования. В 1991 году Объединённый революционный фронт, действовавший при поддержке борющихся за контроль над Либерией сторонников Чарльза Тейлора,   развязал в Сьерра-Леоне гражданскую войну. С целью прекращения конфликта в августе того же года на референдуме была одобрена новая конституция, восстановившая многопартийную систему, однако резкое увеличение численности армии привело к её плохому обеспечению и нехватке средств на выплату жалования, и 29 апреля 1992 года нижние чины во главе с капитаном Валентайном Страссером выдвинулись с фронта в столицу, где заняли правительственные здания и объявили по радио о низложении Момо, укрывшегося в Гвинее.
|           | Портрет       | Имя (годы жизни)                                                                             | Полномочия     | Полномочия     | Партия               | Выборы                                                                            | Должность | Пр.           |
| Начало    | Портрет       | Имя (годы жизни)                                                                             | Окончание      |                | Партия               | Выборы                                                                            | Должность | Пр.           |
| --------- | ------------- | -------------------------------------------------------------------------------------------- | -------------- | -------------- | -------------------- | --------------------------------------------------------------------------------- | --- | ------------- |
| 1         |               | Кристофер Окоро Элнатан Юстас Коул (1921—1990) англ. Christopher Okoro Elnathan Eustace Cole | 19 апреля 1971 | 21 апреля 1971 | независимый          | [ комм. 22 ]                                                                      | президент и главнокомандующий Республики Сьерра-Леоне англ. President and Commander-in-Chief of the Republic of Sierra Leone | [ 31 ]        |
| 2 (I—III) |               | Сиака Пробин Стивенс (1905—1988) англ. Siaka Probyn Stevens                                  | 21 апреля 1971 | 26 марта 1976  | Всенародный конгресс | [ комм. 23 ]                                                                      | президент и главнокомандующий Сьерра-Леоне англ. President and Commander-in-Chief of Sierra Leone                            | [ 36 ] [ 37 ] |
| 2 (I—III) | 26 марта 1976 | Сиака Пробин Стивенс (1905—1988) англ. Siaka Probyn Stevens                                  | 14 июня 1978   |                | Всенародный конгресс | [ комм. 23 ]                                                                      | президент и главнокомандующий Сьерра-Леоне англ. President and Commander-in-Chief of Sierra Leone                            | [ 36 ] [ 37 ] |
| 2 (I—III) | 14 июня 1978  | Сиака Пробин Стивенс (1905—1988) англ. Siaka Probyn Stevens                                  | 28 ноября 1985 | 1978 (реф.)    | Всенародный конгресс | президент Республики Сьерра-Леоне англ. President of the Republic of Sierra Leone | | [ 36 ] [ 37 ] |
| 3         |               | Джозеф Сайду Момо (1937—2003) англ. Joseph Saidu Momoh                                       | 28 ноября 1985 | 29 апреля 1992 | Всенародный конгресс | президент Республики Сьерра-Леоне англ. President of the Republic of Sierra Leone | 1985 | [ 38 ] [ 39 ] |

## Военное правление (1992—1996)
29 апреля 1992 года участвующие в военных действиях против Объединённого революционного фронта военнослужащие выдвинулись с фронта в столицу, где заняли правительственные здания и объявили по радио о низложении президента Момо, укрывшегося в Гвинее. Вступивший с ними от имени властей в переговоры и попытавшийся после бегства президента создать и возглавить Национальный временный совет обороны подполковник Яхья Кану был арестован 1 мая участниками переворота, которые сформировали Национальный временный правящий совет во главе с 25-летним капитаном Валентайном Страссером, который 6 мая был провозглашён соратниками главой государства. 16 января 1996 года он был смещён его заместителем бригадиром Джулиусом Био с целью восстановления гражданского правления. На организованных вскоре выборах победу в прошедшем 15 марта 1996 года втором туре голосования одержал кандидат Народной партии Ахмад Теджан Кабба, принявший 29 марта президентскую присягу.
|          | Портрет    | Имя (годы жизни)                                                                               | Полномочия     | Полномочия    | Партия | Выборы                                | Должность | Пр.           |
| Начало   | Портрет    | Имя (годы жизни)                                                                               | Окончание      |               | Партия | Выборы                                | Должность | Пр.           |
| -------- | ---------- | ---------------------------------------------------------------------------------------------- | -------------- | ------------- | ------ | ------------------------------------- | --- | ------------- |
| 4        |            | подполковник Джеймс Яхья Кану (?—1992) англ. James Yayah Kanu                                  | 30 апреля 1992 | 1 мая 1992    | армия  | [ комм. 26 ]                          | председатель Национального временного совета обороны англ. Chairman of the National Provisional Defence Council  | [ 41 ] [ 42 ] |
| 5 (I—II) |            | капитан Валентайн Эсеграгбо Мелвин Страссер (1967—) англ. Valentine Esegragbo Melvine Strasser | 1 мая 1992     | 6 мая 1992    | армия  | [ комм. 27 ]                          | председатель Национального временного правящего совета англ. Chairman of the National Provisional Ruling Council | [ 43 ] [ 44 ] |
| 5 (I—II) | 6 мая 1992 | капитан Валентайн Эсеграгбо Мелвин Страссер (1967—) англ. Valentine Esegragbo Melvine Strasser | 16 января 1996 | [ комм. 29 ]  | армия  | глава государства англ. Head of State | | [ 43 ] [ 44 ] |
| 6 (I)    |            | бригадир Джулиус Маада Уони Био (1964—) англ. Julius Maada Wonie Bio                           | 17 января 1996 | 29 марта 1996 | армия  | глава государства англ. Head of State | [ комм. 31 ] | [ 45 ] [ 46 ] |

## Вторая республика (1996—1997)
Гражданское правительство, сформированное президентом Ахмадом Теджаном Каббой, избранным на первых выборах, прошедших в соответствии с восстановившей многопартийность конституцией 1991 года, подписало соглашение с ведущим гражданскую войну Объединённым революционным фронтом, что однако не повлияло на ход конфликта, и было свергнуто 25 мая 1997 года.
|        | Портрет | Имя (годы жизни)                                        | Полномочия    | Полномочия  | Партия                       | Выборы | Должность                                                                         | Пр.           |
| Начало | Портрет | Имя (годы жизни)                                        | Окончание     |             | Партия                       | Выборы | Должность                                                                         | Пр.           |
| ------ | ------- | ------------------------------------------------------- | ------------- | ----------- | ---------------------------- | ------ | --------------------------------------------------------------------------------- | ------------- |
| 7 (I)  |         | Ахмед Теджан Кабба (1932—2014) англ. Ahmed Tejan Kabbah | 29 марта 1996 | 25 мая 1997 | Народная партия Сьерра-Леоне | 1996   | президент Республики Сьерра-Леоне англ. President of the Republic of Sierra Leone | [ 47 ] [ 48 ] |

## Военное правление (1997—1998)
25 мая 1997 года группа военнослужащих осуществила государственный переворот и отстранила от власти президента Ахмеда Теджана Каббу. Созданный ими на следующий день Революционный совет Вооружённых сил возглавил освобождённый ими из заключения по обвинению в подготовке предыдущей неудачной попытки переворота подполковник Джонни Пол Корома, который 17 июня был провозглашён главой государства. Был заключён союз с ведущим гражданскую войну Объединённым революционным фронтом, что привело к интервенции коллективных вооружённых сил стран Экономического сообщества западноафриканских государств, переломившей ход вооружённого конфликта и свержению Джонни Коромы с восстановлением в должности Ахмеда Каббу.
|          | Портрет      | Имя (годы жизни)                                                               | Полномочия      | Полномочия   | Партия | Выборы                                | Должность                                                                                                   | Пр.           |
| Начало   | Портрет      | Имя (годы жизни)                                                               | Окончание       |              | Партия | Выборы                                | Должность                                                                                                   | Пр.           |
| -------- | ------------ | ------------------------------------------------------------------------------ | --------------- | ------------ | ------ | ------------------------------------- | --- | ------------- |
| 8 (I—II) |              | подполковник Джонни Пол Корома (1960 — 2003 или 2017) англ. Johnny Paul Koroma | 26 мая 1997     | 17 июня 1997 | армия  | [ комм. 34 ]                          | председатель Революционного совета Вооружённых сил англ. Chairman of the Armed Forces Revolutionary Council | [ 50 ] [ 51 ] |
| 8 (I—II) | 17 июня 1997 | подполковник Джонни Пол Корома (1960 — 2003 или 2017) англ. Johnny Paul Koroma | 13 февраля 1998 | [ комм. 36 ] | армия  | глава государства англ. Head of State | | [ 50 ] [ 51 ] |

## Третья республика (с 1998)
В результате интервенции коллективных вооружённых сил стран Экономического сообщества западноафриканских государств, переломившей ход вооружённого конфликта и свержению режима возглавляемого подполковником Джонни Полом Коромой Революционного совета Вооружённых сил, 13 февраля 1998 года был восстановлен в должности отстранённый ими 25 мая 1997 года президент Ахмед Теджан Кабба, который 18 января 2002 года объявил о завершении шедшей с 1991 года гражданской войны, после чего конституционный порядок избрания главы государства не нарушался.
|            | Портрет        | Имя (годы жизни)                                            | Полномочия       | Полномочия     | Партия                       | Выборы       | Должность                                                                         | Пр.           |
| Начало     | Портрет        | Имя (годы жизни)                                            | Окончание        |                | Партия                       | Выборы       | Должность                                                                         | Пр.           |
| ---------- | -------------- | ----------------------------------------------------------- | ---------------- | -------------- | ---------------------------- | ------------ | --------------------------------------------------------------------------------- | ------------- |
| 7 (II—III) |                | Ахмед Теджан Кабба (1932—2014) англ. Ahmed Tejan Kabbah     | 13 февраля 1998  | 14 мая 2002    | Народная партия Сьерра-Леоне | [ комм. 37 ] | президент Республики Сьерра-Леоне англ. President of the Republic of Sierra Leone | [ 47 ] [ 48 ] |
| 7 (II—III) | 14 мая 2002    | Ахмед Теджан Кабба (1932—2014) англ. Ahmed Tejan Kabbah     | 17 сентября 2007 | 2002           | Народная партия Сьерра-Леоне |              | президент Республики Сьерра-Леоне англ. President of the Republic of Sierra Leone | [ 47 ] [ 48 ] |
| 9 (I—II)   |                | Эрнест Бей Корома (1953—) англ. Ernest Bai Koroma           | 17 сентября 2007 | 17 ноября 2012 | Всенародный конгресс         | 2007         | президент Республики Сьерра-Леоне англ. President of the Republic of Sierra Leone | [ 53 ] [ 54 ] |
| 9 (I—II)   | 17 ноября 2012 | Эрнест Бей Корома (1953—) англ. Ernest Bai Koroma           | 4 апреля 2018    | 2012           | Всенародный конгресс         |              | президент Республики Сьерра-Леоне англ. President of the Republic of Sierra Leone | [ 53 ] [ 54 ] |
| 6 (II—III) |                | Джулиус Маада Уони Био (1964—) англ. Julius Maada Wonie Bio | 4 апреля 2018    | 24 июня 2023   | Народная партия Сьерра-Леоне | 2018         | президент Республики Сьерра-Леоне англ. President of the Republic of Sierra Leone | [ 45 ] [ 46 ] |
| 6 (II—III) | 24 июня 2023   | Джулиус Маада Уони Био (1964—) англ. Julius Maada Wonie Bio | действующий      | 2023           | Народная партия Сьерра-Леоне |              | президент Республики Сьерра-Леоне англ. President of the Republic of Sierra Leone | [ 45 ] [ 46 ] |